# Estádio Mané Garrincha
Estádio Mané Garrincha (Estádio Nacional) – Stadion Narodowy Brazylii, który znajduje się w stolicy kraju, Brasílii. Wielofunkcyjny obiekt, na którym swoje mecze od roku 1996 do roku 2003 rozgrywał klub Brasiliense Futebol Clube.
Stadion służy nie tylko piłkarzom, swoje miejsce znajdują także kluby judo, capoeira, gimnastyki i tańca. Poza tym znajduje się tu również zakład odnowy fizjologicznej, restauracja i sale wykładowe.
Nazwa stadionu pochodzi od nazwiska słynnego piłkarza Mané Garrincha.
Zdobywcą pierwszej bramki na stadionie, był zawodnik Corinthians Paulista Vaguinho w meczu inauguracyjnym.
W latach 2010–2013 przeprowadzano modernizację stadionu na potrzeby Mistrzostw Świata w 2014 roku. Obiekt obecnie ma pojemność 76,232 miejsc siedzących.

## Mecze Mistrzostw Świata
Stadion był areną Mistrzostw Świata w Piłce Nożnej 2014. Na stadionie odbyły się 4 mecze fazy grupowej, mecz fazy 1/8 finału, ćwierćfinał oraz mecz o 3. miejsce.
| Data            | Godzina     | Reprezentacja | Wynik | Reprezentacja            | Faza                 | Frekwencja |
| --------------- | ----------- | ------------- | ----- | ------------------------ | -------------------- | ---------- |
| 15 czerwca 2014 | 18:00       | Szwajcaria    | 2:1   | Ekwador                  | Grupa E              | 68 351     |
| 19 czerwca 2014 | 24:00       | Kolumbia      | 2:1   | Wybrzeże Kości Słoniowej | Grupa C              | 68 748     |
| 23 czerwca 2014 | 22:00       | Kamerun       | 1:4   | Brazylia                 | Grupa A              | 69 112     |
| 26 czerwca 2014 | 18:00       | Portugalia    | 2:1   | Ghana                    | Grupa G              | 67 540     |
| 30 czerwca 2014 | 18:00       | Francja       | 2:0   | Nigeria                  | 1/8 finału           | 67 882     |
| 5 lipca 2014    | 22:00       | Argentyna     | 1:0   | Belgia                   | Ćwierćfinał          | 68 551     |
| 12 lipca 2014   | 22:00       | Brazylia      | 0:3   | Holandia                 | Mecz o 3. miejsce    | 68 034     |
| Liczba goli     | Liczba goli | Liczba goli   | 20    | Całkowita frekwencja     | Całkowita frekwencja | 478 218    |